# جوناس راسموسن
جوناس راسموسن (بالدنماركية: Jonas Hebo Rasmussen)‏ (1 أغسطس 1991 الدنمارك - ) هو لاعب كرة قدم دانمركي، يلعب كلاعب وسط.